# Mecodina mesogramma
Mecodina mesogramma là một loài bướm đêm trong họ Erebidae.